# イワン・ヴィスコヴァトフ

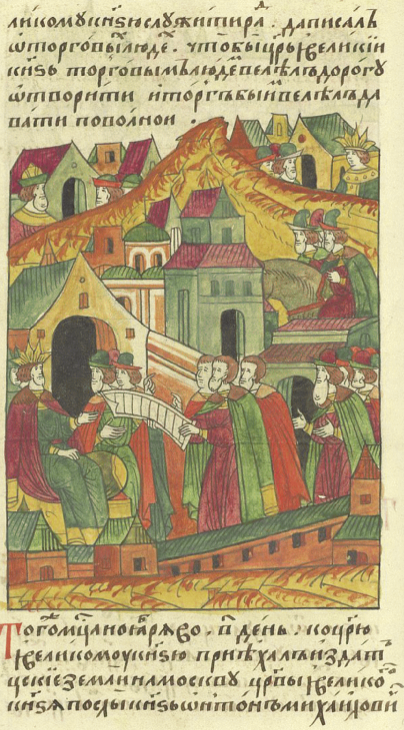
絵の中に氏が描かれている。

イワン・ミハイロヴィチ・ヴィスコヴァトフ（英語: Ivan Mikhailovich Viskovatov、ロシア語: Иван Михайлович Висковатов、生年不詳 - 1570年7月25日）は、ロシア・ツァーリ国の外交官、政治家。初代外交使臣。
名はヴィスコヴァティ（Viskovatiy、Висковатый）とも。プリカースの長官などを務めた。

## 経歴
1549年にディアクに昇進した。1570年にオスマン帝国のスルターンとの良からぬやりとりに関与したとされ、7月25日にモスクワで公開処刑された。